# Asesinato de María Soledad Morales
María Soledad Morales (Valle Viejo, Catamarca; 12 de septiembre de 1972-San Fernando del Valle de Catamarca, Catamarca; 8 de septiembre de 1990) fue una joven estudiante argentina, asesinada a los diecisiete años en la capital catamarqueña. Luis «El Flaco» Tula, su supuesto novio,  fue acusado de entregarla a Guillermo Luque —hijo del entonces diputado nacional Ángel Luque—, quien la llevó a una fiesta en la que participaron Pablo y Diego Jalil (sobrinos del Intendente de la ciudad en ese entonces), Arnoldito Saadi (primo del gobernador Ramón Saadi) y Miguel Ferreyra (hijo del jefe de la policía), donde la drogaron con cocaína y abusaron sexualmente de ella varios hombres, todos ellos «hijos del poder». En 1998, ocho años después, Tula fue condenado a nueve años de prisión por ser partícipe secundario de la violación y el asesinato, y Guillermo Luque fue condenado a veintiún años de prisión como autor material del crimen. 
El resultado del asesinato devino en una crisis política de repercusión nacional, en la cual llegó incluso a intervenir el entonces presidente argentino, Carlos Menem. En la actualidad, no queda nadie preso por su asesinato.

## Biografía
María Soledad Morales nació el 12 de septiembre de 1972 en Valle Viejo, provincia de Catamarca. Era hija de Elías Morales, un empleado público, y de Ada Rizzardo. Le gustaba escribir poemas, era una buena estudiante y le había comunicado a su madre que, cuando terminara el secundario, estudiaría para ser maestra jardinera ya que era una carrera corta y, con su sueldo, ayudaría en los gastos de la casa. Era la segunda de siete hijos de una familia de clase media-trabajadora.

## Asesinato
En la noche del viernes 7 de septiembre de 1990, María Soledad Morales, quien por entonces cursaba 5.º año de la secundaria, asistió a la discoteca Le Feu Rouge, en donde se organizaba una fiesta con el fin de recaudar fondos para el viaje de egresados de su curso en el Colegio del Carmen y San José. Sus padres le habían dado permiso de quedarse a dormir en la casa de una compañera suya, y María Soledad les dijo que volvería alrededor de las 16 horas del siguiente día, pero no fue así. En la madrugada del 8 de septiembre, entre las 03:00 y 03:30, Luis Tula, un individuo maduro que –según relatos de compañeros– era su novio, la recogió en la discoteca donde se celebraba la fiesta de su promoción de bachilleres y la invitó a otra discoteca llamada «Clivus». Allí la presentó a otros individuos, hijos de funcionarios políticos y policiales de la provincia, entre los que se encontraba Guillermo Luque y, de acuerdo con testimonios de empleados de la discoteca, salió de allí «obnubilada», acompañada de varios hombres que la subieron a un vehículo. Nunca más sería vista con vida. 
A las 9:30 del lunes 10 de septiembre de 1990, en una zona conocida como Parque Daza (a siete kilómetros de la capital catamarqueña sobre la ruta 38), el cuerpo de María Soledad Morales fue encontrado por unos operarios de Vialidad Nacional. Había sido salvajemente violada. La escena del hallazgo fue alterada, manipulada por tres individuos vistos por un colectivero. Más tarde se supo que había muerto de un paro cardíaco por una dosis letal de cocaína que le habían obligado a consumir sus secuestradores, violadores y asesinos. Fue reconocida por su padre por una pequeña cicatriz en una de sus muñecas, ya que su cuerpo estaba totalmente desfigurado, con la mandíbula fracturada, quemaduras de cigarrillo, le faltaba el cuero cabelludo, las orejas y un ojo.
Desde un primer momento las investigaciones fueron demoradas y manipuladas. El mismo jefe de la Policía de la Provincia, comisario general Miguel Ángel Ferreyra ―padre de uno de los asesinos―, al hallar el cadáver ordenó que lo lavaran, borrando huellas y señales de modo irrecuperable.
Los primeros rumores del pueblo decían que los responsables serían parientes de funcionarios, a quienes coloquialmente se los llamaba «los hijos del poder». Los medios de comunicación difundieron que eran sospechosos del crimen los jóvenes Guillermo Luque (hijo del diputado nacional Ángel Luque), Pablo y Diego Jalil, y Miguel Ángel Ferreyra (hijo del jefe de policía provincial).
Se tardó más de dos meses en abrir la investigación judicial, y una vez que la justicia intervino, el favoritismo hacia los posibles involucrados fue evidente.
En esas condiciones, Ángel Luque ―diputado nacional por Catamarca y padre de Guillermo Luque―, declaró que si su hijo hubiera sido el asesino, el cadáver no habría aparecido. El escándalo llevó a la expulsión del diputado del Congreso y a que en 1991 el gobierno nacional, a cargo entonces del presidente Carlos Menem, interviniera primero el poder judicial de la provincia, luego el poder legislativo y finalmente el poder ejecutivo, destituyendo a Ramón Saadi, continuador de una larga tradición de gobernadores pertenecientes a su familia y aliado de Menem.
El interventor enviado por Carlos Menem fue Luis Prol.
El presidente Carlos Menem ordenó la intervención federal a la provincia, y para aclarar los hechos envió al exsubcomisario de la Policía de la Provincia de Buenos Aires, Luis Patti ―represor en cadena perpetua desde el 14 de abril de 2011 por crímenes de lesa humanidad―, que también demostró falta de voluntad en la resolución del caso y abierta complicidad con los acusados.
Solo dos personas fueron condenadas por "violación seguida de muerte agravada por el uso de estupefacientes", aunque se estima que participaron más hombres en el crimen. Guillermo Luque fue condenado a 21 años de prisión y Luis Tula a nueve años. Hoy gozan de libertad.

## Juicio
En esas condiciones, recién en 1996 se inició el juicio oral por el asesinato de María Soledad. Los imputados fueron Guillermo Luque y Luis Tula (novio de la víctima). La televisión nacional dio amplia cobertura al juicio transmitiéndolo en directo y registró en detalle los gestos de los jueces que evidenciaron una actitud parcial. Los gestos del juez Juan Carlos Sampayo fueron reiterados por Canal 13 (de Buenos Aires) ―que había sido autor de la primicia, alertado por un televidente― y por el resto de la televisión nacional y produjeron un nuevo escándalo que llevó a la anulación del juicio.
En 1997 se celebró un nuevo juicio. Las condiciones políticas en el país y en la provincia habían cambiado considerablemente, y el 27 de febrero de 1998, Guillermo Luque fue condenado a 21 años de prisión por el asesinato y violación de María Soledad Morales ―pero solo cumplió catorce años de prisión―, en tanto que Luis Tula fue condenado a 9 años de prisión como partícipe secundario del delito de violación.
El tribunal ordenó investigar el encubrimiento, pero nunca se hizo. El encubrimiento podría alcanzar a la plana mayor de la policía catamarqueña, al exgobernador Ramón Saadi, al subcomisario Luis Patti y al propio expresidente Carlos Menem.
En 2019, Luis Tula, quien había salido de la cárcel por buen comportamiento, fue denunciado por su esposa, quien aseguró que temía por su vida y la de sus hijos.

## Relevancia
El asesinato de María Soledad Morales tuvo un profundo impacto social y político en la provincia de Catamarca y en el resto del país. En respuesta al crimen y a la percepción de encubrimiento por parte de las autoridades locales, se organizaron multitudinarias «marchas del silencio», lideradas por la monja Martha Pelloni, rectora del Colegio del Carmen y San José, donde estudiaba la víctima.
Las movilizaciones sociales que siguieron al crimen —sin precedentes en la provincia— denunciaban no solo el asesinato, sino también las condiciones de impunidad y el carácter semifeudal del poder político local. Estas protestas, que contaron con amplio respaldo a nivel nacional, impulsaron el esclarecimiento parcial del homicidio y precipitaron una crisis institucional en Catamarca, que derivó en cambios políticos significativos.
A más de tres décadas del crimen, el caso sigue generando debate público. Aunque hubo condenas, persisten interrogantes sobre la posible participación de otros implicados que nunca fueron identificados ni juzgados.

## Representaciones fílmicas
En 1993, el director de cine Héctor Olivera ―autor de La Patagonia rebelde y La noche de los lápices― filmó El caso María Soledad; llevando el asesinato y la impunidad de los responsables al conocimiento popular.
El 10 de octubre de 2024 se estrenó, a través de la plataforma Netflix, un documental titulado María Soledad: El fin del silencio. Dirigida por Lorena Muñoz, la película rememora los hechos del caso y cuenta con testimonios de la monja Martha Pelloni, el fiscal Gustavo Taranto, la periodista Fanny Mandelbaum y las compañeras de colegio de María Soledad.